# تفسیر شنقشی
تفسیر شَنقَشی یکی ترجمه‌های قدیمی قرآن به فارسی و از کهن‌ترین آثار منثور فارسی است. تفسیر شنقشی ترجمه‌ای صرفاً تحت‌اللفظی نیست، بلکه گاه رنگ تفسیر و توضیح به خود می‌گیرد، ولی نحو اثر بیشتر تحت تأثیر متن عربی و ترجمه، تحت‌اللفظی بوده است. متن تفسیر شنقشی شامل ده سورهٔ آغاز قرآن می‌باشد و همین مقدار نیز کامل نیست و افتادگی دارد.
این کتاب با زبانی که ویژگی‌های فارسی دری دورهٔ نخست و فارسی میانه را باهم داراست، از نظر زبانی از ارزشمندترین متون نخستین دورهٔ اسلامی به‌شمار می‌رود. واژه‌ها، افعال و ترکیبات به کاررفته در این اثر نشان می‌دهد که به احتمال بسیار در اواخر سدهٔ چهارم یا اوایل سدهٔ پنجم نگارش یافته است. در این اثر واژه‌ها، ترکیبات و برابرهای فارسی غریبی دیده می‌شود که از نظر ساخت، ریشه و بررسی‌های نحوی، صرفی و آواشناسی تحت تأثیر فارسی میانه است